# 辛西娅·波特
辛西娅·波特（英語：Cynthia Potter，1950年8月27日—），美国女子跳水运动员。她曾代表美国参加1968年、1972年和1976年夏季奥林匹克运动会跳水比赛，其中1976年奥运会获得一枚铜牌。